# Reflexivitet
Reflexivitet är en term som används för att beskriva när något refererar till sig självt via något utanför sig självt. Genom att iaktta sig själv i förhållande till omvärlden, skapar människan en identitet, och förhåller sig till omvärldens krav. Möjligheten till självreferens kan således även tillämpas samhälleliga system och organisationer.

## Etymologi
Begreppet kommer närmast från reflexiv som har sin härledning ur latinets reflecto "böja bakåt", "vrida på", "kröka sig bakåt", "omvända"
Principen om reflexivitet förkunnades kanske först av sociologen William Thomas (1923, 1928) i hans Thomas teorem: "Om människor definierar situationer som verkliga blir de verkliga till sina konsekvenser." 

## Användningsområden
Reflexivitet definieras på tre olika sätt inom samhällsvetenskap: beskrivande, metodologiskt och kunskapsteoretiskt. 
På individnivån är reflexiviteten en process där vi, genom att jämföra oss med andra förstår både oss själva och de andra och skapar ett jag. Detta har myntats av den tyske ungdomsforskaren Thomas Ziehe. Så här formulerar sig Lalander-Johansson i boken Ungdomsgrupper i teori och praktik: 
| ”                                                               | "Reflexivitet är individens möjlighet till självreferenser, att ständigt analysera och tematisera den egna identiteten mot bakgrund av det vetande samhället inbegriper. Denna process är tydlig i ungdomars jakt efter identitet, eller en forskares relation till sitt forskningsobjekt. | „ |
| – Lalander-Johansson i boken Ungdomsgrupper i teori och praktik | |   |

Termen kan även referera till problematiken för forskare att vara neutrala i forskning avseende andra kulturer och folkgrupper med tanke på forskarens egen tillhörighet till en viss kultur. Denna bakgrund kan ge honom ett kulturbundet tankemönster som påverkar bedömningen av sitt forskningsobjekt. Här refererar begreppet även till socialkonstruktivism.
Självreflexiviteten kan vara det som utmärker den västerländska medelklassen genom det ständigt skapande och återskapande av "jaget". Ett modernt exempel på denna typ av skapande av identitet är sättet folk skapar bilder av sig själva via sociala medier, något som Jonas Frykman refererar till som "konsten att skapa sig själv" [Ljusnande framtid].
Enligt Ulrich Bech främjar det moderna reflexiva samhället narcissistiska tankesätt och okritisk självsyn: Först när inåtvändhet är för dominerande i ens identitetsutveckling, finns det anledning att oroa sig, eftersom man tappar kontakten med omvärlden. Man kan dock argumentera emot det påståendet, då självhjälpsrörelser är en modern form av reflexivitet som motverkar "okritisk självsyn" och den formen av narcissism.